# Chevello de Rijp
Chevello de Rijp (Amsterdam, 11 december 1989) is een Nederlands voetballer die in het seizoen 2008/09 speelde voor Telstar in de Eerste Divisie. Hij is een middenvelder.

## Carrière
| Seizoen | Club    | Land      | Competitie     | Wed. | Goals |
| ------- | ------- | --------- | -------------- | ---- | ----- |
| 2008/09 | Telstar | Nederland | Eerste divisie | 12   | 0     |
| 2009/10 | Telstar | Nederland | Eerste divisie | 0    | 0     |
| Totaal  | Totaal  | Totaal    | Totaal         | 12   | 0     |

Bijgewerkt tot 20 augustus 2009